# Marina Sant'anna
Marina Pignataro Sant'anna (São Paulo, 14 de outubro de 1958) é uma advogada e política brasileira filiada ao Partido dos Trabalhadores (PT). Nascida em São Paulo, radicou-se em Goiânia, cidade onde mora desde os três anos de idade. Assumiu o cargo de deputada federal por Goiás em 2 de março de 2011.

## Carreira
Cursou Ciências Jurídicas na Pontifícia Universidade Católica de Goiás e se interessou por política logo cedo, ao ficar sabendo da greve geral dos trabalhadores metalúrgicos no ABC Paulista em 1979, liderada por Luiz Inácio Lula da Silva. Antes disso, em 1975, aos 17 anos, participou da fundação de um grupo de jovens da Igreja Católica, a Juventude Dominicana, sob a orientação de Frei Domingos dos Santos, na Igreja São Judas Tadeu. Como integrante do grupo, Marina partiu em seguida para a Coordenação da Pastoral da Juventude da Arquidiocese de Goiânia. Ainda naquele ano, Marina participou de um grupo de dança por dois anos no Colégio Universitário (Colu), se apresentando em Goiânia e também em Minas Gerais.
Em 1978, já na Universidade, Marina aderiu ao movimento estudantil, participando da reorganização da União Nacional dos Estudantes (UNE) e do Centro Acadêmico Clóvis Bevilacqua (CACB). No ano seguinte, fez estágio interdisciplinar em bairros da periferia de Goiânia, atuando em apoio a famílias que enfrentavam a grilagem de terras. Em 1980, junto a outros colegas, criou um Núcleo de Direitos Humanos no Escritório Modelo, trabalhando em articulação com a Pastoral Carcerária. Ainda no início da década de 1980, Marina passou a trabalhar na Comissão de Justiça e Paz da Arquidiocese de Goiânia, onde recebia refugiados políticos das ditaduras de outros países e denúncias de violações de direitos humanos no estado de Goiás. Antes de se graduar, em 1982, permaneceu por um ano atuando no Sindicato dos Trabalhadores Rurais (STR) no município de Pontalina, atendendo demandas trabalhistas. No mesmo ano, participou do processo de criação do Partido dos Trabalhadores (PT).
Em 1983, Marina entrou para a Comissão Pastoral da Terra Regional Centro-Sul e atuou como advogada de comunidades de pequenos agricultores em situação de conflito. Nesta fase, também passou a atuar mais intensamente no movimento feminista.

### Política
Marina foi presidente do PT em Goiânia por duas vezes e, em 1988, foi eleita vereadora pelo município, sendo reeleita em 1992. Em 1994, foi candidata a deputada estadual, ficando com a primeira suplência. Em 2000, foi membro da coordenação da campanha para prefeito do colega de partido Pedro Wilson e, em 2001, foi secretária de Comunicação do prefeito eleito. No ano seguinte, Marina foi candidata a governadora de Goiás pela coligação Força do Cerrado que reuniu, além do PT, o PCdoB, o PV, o PMN, o PTdoB, o PTN e o PCB. Em todo o estado, Marina recebeu 385.524 votos (15% do total), enquanto que na capital recebeu 25% dos votos. Em 2003, Marina foi secretária de Assuntos Institucionais do governo Pedro Wilson e, logo em seguida, em 2004, eleita vereadora por Goiânia com 8.328 votos.
Em 2010, Marina se candidatou ao cargo de deputada federal pela coligação Goiás Rumo ao Futuro, formada por PMDB, PT e PCdoB. Recebeu 57.449 votos, sendo a 18ª candidata mais votada no pleito (terceira entre as mulheres), que elegeu 17 parlamentares. No entanto, com a nomeação de Thiago Peixoto (PMDB) como secretário da Educação pelo governador Marconi Perillo (PSDB), Marina assumiu o cargo de deputada federal em 2 de março de 2011. Após a posse de Marina, Wagner Guimarães, primeiro suplente do PMDB, com 31.416 votos, entrou com um mandado de segurança no Supremo Tribunal Federal pedindo para que fosse empossado como deputado, uma vez que o tribunal, ao analisar caso semelhante, teria aberto a jurisprudência de que "a vaga pertence ao suplente do partido e não ao suplente da coligação". No entanto, o ministro Ricardo Lewandowski decidiu que a vaga deveria ser ocupada pela suplente da coligação e não pelo suplente do partido. Quando assumiu a vaga na Câmara Federal, Marina foi titular da Comissão de Meio Ambiente e Desenvolvimento Sustentável e suplente das Comissões de Constituição e Justiça e Legislação Participativa. 
Em 2014 foi candidata ao Senado na chapa do PT com Antônio Gomide disputando o governo, obtendo 298.509 votos (11,07%). Em 2016 colocou seu nome como pré-candidata na disputa pela prefeitura de Goiânia, porém acabou apoiando o nome da Delegada Adriana Accorsi.Em 2022 foi candidata a Deputada Estadual, terminando a disputa com 12.663 votos, obtendo a terceira suplência, foi a sexta candidata mais bem votada do partido, sendo a terceira mais votada do PT em Goiânia, onde fez sua trajetória política. 